# Aclerda obscura
Aclerda obscura är en insektsart som först beskrevs av Arthur W. Parrott 1900.  Aclerda obscura ingår i släktet Aclerda och familjen Aclerdidae. Inga underarter finns listade i Catalogue of Life.